# Tibetologie

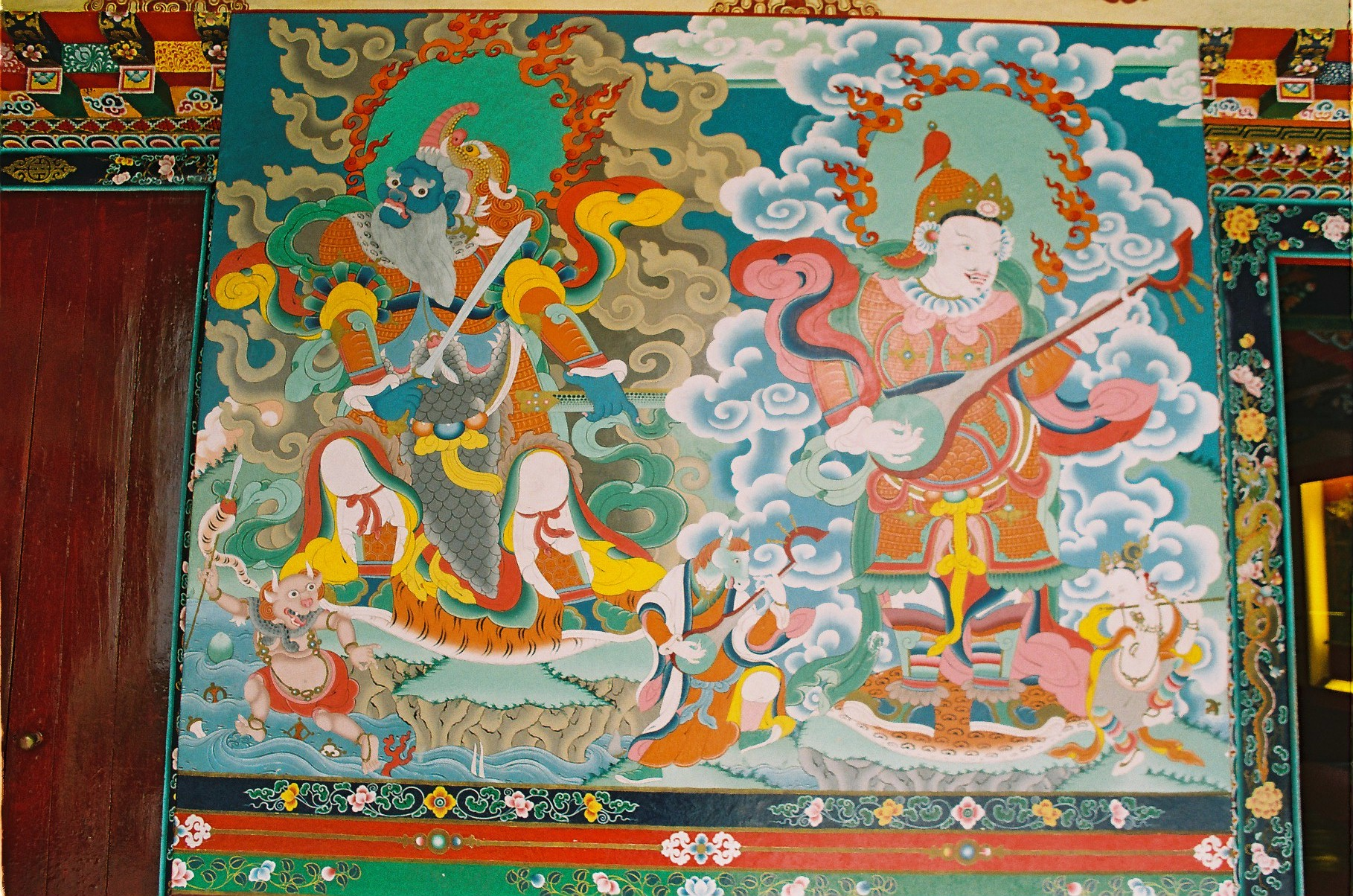
Pictură Thanka din Institutul Namgyal de Tibetologie din Gangtok

Tibetologia (tibetană: བོད་རིག་པ་; transliterare Wylie: bod-rig-pa) se referă la studiul lucrurilor legate de Tibet, inclusiv istoria sa, religia, limba, politica, precum și a unor colecții legate de Tibet, cum ar fi statui tibetane, altare, icoane budiste și scripturi sfinte, broderii Thanka, picturi și tapiserii, bijuterii, măști și alte obiecte de artă plastică tibetană. 